# Frogger: The Great Quest
Frogger: The Great Quest est un jeu vidéo de plates-formes développé par Konami Computer Entertainment et édité par Konami, sorti en 2001 sur Windows et PlayStation 2.

## Accueil
- IGN : 3/10[1]